# Hazar Motan
Hazar Motan (* 13. Dezember 1990 in Ankara) ist eine türkische Schauspielerin, Model und Malerin. Bekannt wurde sie in den Serien Kırgın Çiçekler, Can Kırıkları und Kanunsuz Topraklar.

## Leben
Motan studierte an der Bilkent-Universität. 1997 begann ihre Karriere als Kinderdarstellerin in dem Film Yanlış Saksının Çiçeği. Danach spielte sie in dem Kurzfilm Damatlık Şapka. 2014 spielte Motan in der Serie Diğer Yarım als Nebendarstellerin.
Ihren Durchbruch hatte Motan in der Fernsehserie Kırgın Çiçekler. Von 2021 bis 2022 war sie in Kanunsuz Topraklar zu sehen. 2023 setzte Motan ihre Karriere in Veda Mektubu fort.

## Filmografie
Filme
- 1997: Yanlış Saksının Çiçeği
- 2004: Damatlık Şapka

Serien
- 2000: Bizim Evin Halleri
- 2009: Hesaplaşma
- 2014: Paşa Gönlüm
- 2014: Siğer Yarım
- 2015–2018: Kırgın Çiçekler
- 2018: Can Kırıkları
- 2021–2022: Kanunsuz Topraklar
- 2023: Veda Mektubu